# James Mackey (Pokerspieler)
James Corwin Mackey (* 25. Februar 1986 in Kansas City, Missouri) ist ein professioneller US-amerikanischer Pokerspieler. Er gewann 2007 ein Bracelet bei der World Series of Poker und 2016 das Main Event der World Poker Tour.

## Persönliches
Mackey stammt aus Kansas City. Er besuchte die University of Missouri in Columbia, brach das Studium jedoch aufgrund seiner Pokerkarriere ab. Mackey lebt in Las Vegas.

## Pokerkarriere
Mackey spielte von Juli 2006 bis Januar 2017 online unter den Nicknames mig.com (PokerStars), Mig_com (Full Tilt Poker) sowie mig_net (partypoker) und nutzte bei Hero Poker seinen echten Namen. In diesem Zeitraum erspielte er sich mit Turnierpoker Preisgelder von knapp 4 Millionen US-Dollar, wobei der Großteil auf PokerStars gewonnen wurde. Dort gewann der Amerikaner im September 2007 ein Turnier der World Championship of Online Poker, wofür er rund 580.000 US-Dollar erhielt. Seit 2007 nimmt er auch an renommierten Live-Turnieren teil.
Mackey gewann sein erstes Live-Preisgeld im Januar 2007 beim Main Event des PokerStars Caribbean Adventures auf den Bahamas, wo er auch schon vor seinem 21. Geburtstag spielberechtigt war. Im Juni 2007 durfte er erstmals an der World Series of Poker (WSOP) im Rio All-Suite Hotel and Casino am Las Vegas Strip teilnehmen und gewann ein Turnier der Variante No Limit Hold’em. Dafür setzte er sich gegen 639 andere Spieler durch und sicherte sich eine Siegprämie von rund 730.000 US-Dollar sowie als damals drittjüngster Spieler ein Bracelet. Bei der WSOP 2008 wurde er Zweiter bei der Weltmeisterschaft der gemischten Variante 8-Game, was mit knapp 300.000 US-Dollar bezahlt wurde. Anfang Dezember 2008 siegte Amerikaner bei einem Event im Hotel Bellagio am Las Vegas Strip und sicherte sich den Hauptpreis von mehr als 200.000 US-Dollar. Bei der WSOP 2012 belegte er einen mit über 285.000 US-Dollar dotierten dritten Platz. Mitte April 2014 erreichte er beim Main Event der World Poker Tour (WPT) in Hollywood, Florida, den Finaltisch und beendete das Turnier als Dritter für rund 440.000 US-Dollar. Anfang August 2016 gewann Mackey das WPT-Main-Event in Durant, Oklahoma, und sicherte sich eine Siegprämie von mehr als 665.000 US-Dollar. Bei der WSOP 2018 erreichte er erneut einen Finaltisch und erhielt für seinen zweiten Rang rund 285.000 US-Dollar. Mitte Mai 2022 saß Amerikaner erneut am Finaltisch des WPT-Main-Events in Durant und belegte den mit rund 100.000 US-Dollar dotierten sechsten Platz.
Insgesamt hat sich Mackey mit Poker bei Live-Turnieren mehr als 4,5 Millionen US-Dollar erspielt.